# Замок Чирк
Замок Чирк (англ. Chirk Castle, валл. Castell y Waun) — средневековый замок в городе Чирк, Рексем, Уэльс. Памятник архитектуры первой категории. Замок знаменит своими садами со стриженными живыми изгородями из тиса, травянистыми бордюрами, альпинариями и террасами, которые окружены парковой зоной XVIII века.
Замок построен в 1295 году Роджером Мортимером из Чирка, дядей Роджера Мортимера, 1-го графа Марча, как часть цепи крепостей короля Эдуарда I на севере Уэльса. Он контролировал вход в долину Кейриог и был административным центром валлийской марки Чиркленд.
Замок был куплен сэром Томасом Миддлтоном в 1593 году за 5000 фунтов стерлингов. Его сын Томас Миддлтон из замка Чирк был сторонником Парламента во время гражданской войны в Англии, но поддержал роялистов во время «Чеширского восстания» 1659 года во главе с Джорджем Бутом, 1-м бароном Деламером. Замок был частично разрушен во время войны, но затем восстановлен; в XVI и XVII веках в замке были установлены новые окна со средниками и фрамугами. После Реставрации Стюартов сыну Томаса Миддлтона был пожалован титул баронета Чирк. В 1796 году замок унаследовала Шарлотта Миддлтон, которая вышла замуж за Роберта Биддульфа, взявшего после свадьбы фамилию Миддлтон-Биддульф. Таким образом, владельцами замка стала семья Миддлтон-Биддульфов.
С начала XX века и вплоть  до окончания Второй мировой войны замок арендовал Томас Скотт-Эллис, 8-й барон Говард де Уолден, выдающийся меценат и защитник валлийской культуры. В 1918 году в замке Чирк снимался фильм «Победа и мир» Герберта Бренона. Барон открыл часть замка для размещения эвакуированных людей в конце Второй мировой войны. Подполковник Ририд Миддлтон был особым конюшим королевы Елизаветы II с 1952 года до своей смерти в 1988 году. Чирк оставался в семье Миддлтонов до 1981 года, когда был передан Национальному фонду. Замок и сады открыты для посещения с марта по октябрь, а в ноябре и декабре даты посещения ограничены.